# Golpe de Estado no Sudão em 1989
O Golpe de Estado no Sudão em 1989 foi um golpe bem-sucedido, liderado pelo coronel Omar Hassan al-Bashir contra o governo do primeiro-ministro Sadiq al-Mahdi.

## História

### Antecedentes
O Sudão estava envolvido em uma sangrenta guerra civil desde 1983, com centenas de milhares de mortos devido à fome. A tensão vinha crescendo no país antes do golpe entre o exército e o primeiro-ministro tanto pela guerra quanto pelo estado degradado da economia.
Em fevereiro de 1989, um grupo de oficiais do Exército do Sudão apresentou um ultimato ao primeiro-ministro pedindo ou um fim à guerra civil ou ceder aos militares os meios para acabar com a guerra, resultando em um esforço do governo para tentar resolver o conflito.
Também foi alegado que o golpe foi estimulado pela decisão do primeiro-ministro Sadiq al-Mahdi em 18 de junho de 1989 a prender um grupo de 14 militares e 50 civis acusados de envolvimento em um plano para derrubar o governo por meio de um golpe de Estado e restaurar o ex-presidente Yaffar al Numeiry ao poder.

### Golpe
Em 30 de junho de 1989, oficiais militares sob o então Coronel Omar Hassan al-Bashir, com a instigação e apoio da Frente Nacional Islâmica (NIF), substituiu o governo de Sadiq al-Mahdi pelo Conselho de Comando Revolucionário para a Salvação Nacional (RCC), alegando ser a salvação do país dos "partidos políticos podres".
A nova junta militar era composta por 15 oficiais militares (reduzida para 12 em 1991), assistida por um gabinete civil. O General al-Bashir se tornou presidente, chefe de Estado, primeiro-ministro e chefe das forças armadas.
O novo governo militar de al-Bashir proibiu os sindicatos, os partidos políticos, e outras instituições "não-religiosas". Cerca de 78 000 membros do exército, da polícia e da administração civil foram expurgados, a fim de reformar o governo.